# Parafia św. Wawrzyńca w Wojniczu
Parafia pw. Świętego Wawrzyńca w Wojniczu – parafia rzymskokatolicka znajdująca się w diecezji tarnowskiej w dekanacie Wojnicz. Siedziba mieści się w kościele św. Wawrzyńca przy ulicy Jagiellońskiej. Prowadzą ją księża diecezjalni. Erygowana została w XI wieku. W roku 1465 świątynia została 
wzniesiona do rangi kolegiaty, która działała do 1786 roku, kiedy to została zniesiona przez ówczesne władze austriackie. 9 sierpnia 2014 roku biskup tarnowski  Andrzej Jeż dokonał podniesienia świątyni do godności Kolegiaty oraz ogłosił powołanie do istnienia Kapituły Kolegiackiej. Erygowana na nowo Kapituła Kolegiacka w Wojniczu nawiązuje do historycznej Kapituły oraz do pozostawionego przez nią dziedzictwa religijno-kulturowego.

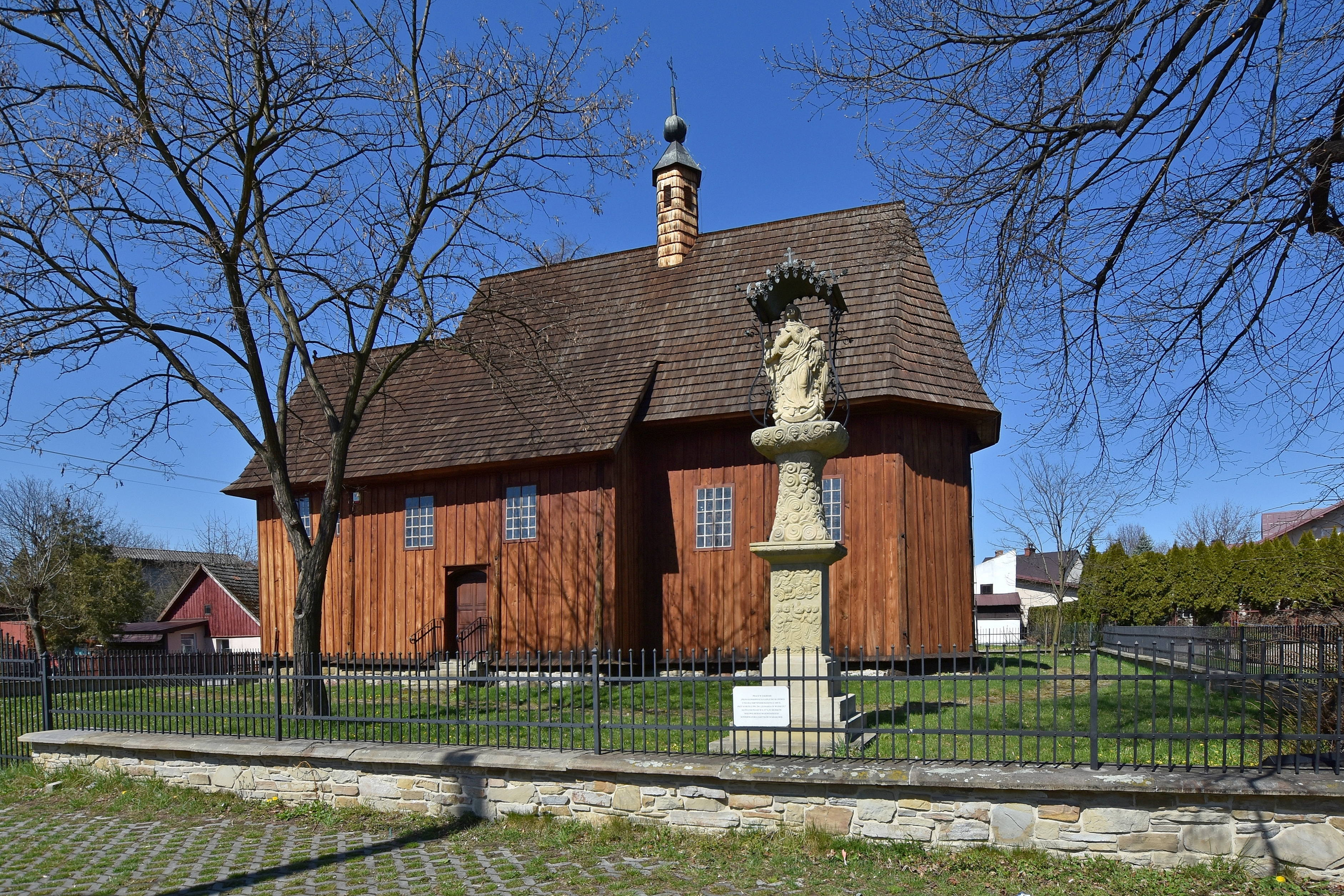
Kościół filialny w Wojniczu

## Proboszczowie i prepozyci
- 1326 – 1329 Henryk, proboszcz wojnicki
- 1337 Jan, proboszcz
- 1345 – 1354 Grzegorz, kanonik sandomierski, proboszcz
- 1381 Piotr, proboszcz
- 1387 Michał (Michałek) z Broniszowa, kanonik krakowski, proboszcz wojnicki[3]
- 1387 – 1391 Jan Pomeranus, kanonik krakowski, proboszcz
- 1391 – 1417 Jan z Korabowic, kanonik krakowski, proboszcz
- 1417 Maciej z Radłowa, proboszcz
- 1417 – 1420 Mikołaj z Kłodziska, proboszcz
- 1421 – 1423 Jan Biskupiec, biskup chełmski, proboszcz
- 1423 Paweł z Kłodawy, kanonik warszawski, proboszcz
- 1441 Mikołaj z Rzezawy, komendatariusz wojnicki
- 1453 – 1461 Jan z Pniowa, kanonik i archidiakon krakowski, rektor akademii krakowskiej, proboszcz
- 1465 – 1491 Maciej z Buska, prepozyt wojnicki
- 1497 – 1520 Michał z Bystrzykowa (i z Pacanowa), Paryski, profesor i rektor akademii krakowskiej, prepozyt wojnicki
- 1520 dr Andrzej Kostka, prepozyt wojnicki, lekarz króla Zygmunta Starego, kanonik płocki[4][5]
- 1520 – 1532 Mikołaj Zamoyski, kanonik krakowski i chełmski, kantor sandomierski, prepozyt tarnowski, kanonik łęczycki, prepozyt wojnicki
- 1532 – 1546 Wilhelm Jarocki, kanonik krakowski, prepozyt wojnicki
- 1546 – 1576 Mikołaj Ocieski, kanonik krakowski i wiślicki, prepozyt skalbmierski i wojnicki
- 1576 – 1609 Andrzej Chrościński, protonotariusz apostolski, dziekan foralny wojnicki,  prepozyt wojnicki
- 1609 – 1617 Wojciech Skoroszewski, prepozyt
- 1618 – 1628 Jan Kwaśnicki, kanonik płocki, archidiakon nowosądecki, kustosz skalbmierski, prepozyt wojnicki
- 1629 – 1641 Aaron Balicki, kanonik sklabmierski, kustosz opatowski, prepozyt wojnicki
- 1648 – 1649 Jan Peronres, kanonik warmiński, prepozyt
- 1649 – 1663 Stanisław Miaszkowski, kanonik płocki, kustosz skarbca koronnego, prepozyt
- 1664 – 1675 Piotr Rupniowski, prepozyt
- 1675 – 1689 Stefan Łodziński, oficjał pilicki, prepozyt wojnicki
- 1689 – 1700 Jan Stefan Małachowski, kanonik krakowski, kantor sandomierski, prepozyt wojnicki
- 1701 Konstanty Dąmbski, scholastyk włocławski, prepozyt wojnicki
- 1703 – 1720 Jan Szymon Kamiński, kanonik płocki, prepozyt wojnicki
- 1720 – 1757 Adam Paweł Stadnicki kanonik i kantor przemyski, kanonik warszawski, prepozyt wojnicki
- 1757 – 1785 Jan Duwall biskup nominat tarnowski, prepozyt wojnicki[6]
- 1786 – 1800 Andrzej Grochowalski, kanonik chełmski, prepozyt wojnicki
- 1800 – 1801 Tomasz Wąsowicz, proboszcz wojnicki
- 1801 – 1819 Piotr Teodor Brodziński, proboszcz
- 1820 - 1827 Hilary Kowalewski, kanonik honorowy kapituły tarnowskiej, dziekan wojnicki, proboszcz
- 1828 – 1842 Ignacy Zaręba, proboszcz
- 1843 – 1852 Paweł Białobrzeski, proboszcz
- 1853 – 1859 Jędrzej Galiński, proboszcz
- 1859 – 1889 Błażej Gwizdoń, proboszcz
- 1889 – 1911 Józef Rosner, proboszcz
- 1911 – 1921 Marcin Żaczek, proboszcz
- 1921 – 1923 Jan Dulian, proboszcz
- 1924 – 1927 Józef Głuc, proboszcz
- 1928 – 1969 Jan Rzepka, proboszcz
- 1969 – 1994 Franciszek Padykuła, proboszcz
- 1994 – 2011 Józef Urbaniak, proboszcz
- od 2011 Jan Gębarowski, proboszcz, dziekan wojnicki, prepozyt (wznowionej kapituły od 2014)[7]